# Little Fires Everywhere
Little Fires Everywhere (dt. Kleine Feuer überall) ist eine US-amerikanische Miniserie, die am 22. Mai 2020 bei Amazon Prime Video Premiere feierte. Die Handlung der Serie basiert auf dem gleichnamigen Bestseller-Roman von Celeste Ng aus dem Jahr 2017. Die Geschichte spielt in den 1990er Jahren in Shaker Heights, einer idyllischen Vorstadt von Cleveland.

## Handlung
Im Zentrum des Geschehens steht die scheinbar perfekte Familie Richardson, deren Leben durch die mysteriöse Künstlerin Mia Warren und deren Tochter Pearl auf den Kopf gestellt wird. Die beiden Neuankömmlinge mieten ein Haus der Richardsons und schnell sind ihre Leben miteinander verknüpft. Doch als Freunde der Richardsons ein chinesisch-amerikanisches Baby adoptieren wollen, kommt es zu einem verheerenden Streit, der nicht nur die beiden Familien spalten wird.

## Besetzung

### Hauptdarsteller
| Rolle            | Darsteller        | Synchronsprecher    | Episoden   |
| ---------------- | ----------------- | ------------------- | ---------- |
| Elena Richardson | Reese Witherspoon | Manja Doering       | 7 Episoden |
| Mia Warren       | Kerry Washington  | Sandra Schwittau    | 8 Episoden |
| Bill Richardson  | Joshua Jackson    | Alexander Brem      | 7 Episoden |
| Lexie Richardson | Jade Pettyjohn    | Leslie-Vanessa Lill | 7 Episoden |
| Trip Richardson  | Jordan Elsass     | Felix Mayer         | 7 Episoden |
| Moody Richardson | Gavin Lewis       | Maximilian Belle    | 7 Episoden |
| Izzy Richardson  | Megan Stott       | Melanie Olbert      | 7 Episoden |
| Pearl Warren     | Lexi Underwood    | Valeria Ceraolo     | 8 Episoden |
| Linda McCullough | Rosemarie DeWitt  | Melanie Manstein    | 7 Episoden |
| Bebe Chow        | Lu Huang          | Mey Lan Chao        | 6 Episoden |
| Brian Harlins    | Stevonte Hart     | Kevin Iannotta      | 5 Episoden |

### Nebendarsteller
| Rolle           | Darsteller            | Synchronsprecher | Episoden   |
| --------------- | --------------------- | ---------------- | ---------- |
| Anita Rees      | Sarita Choudhury      | Bettina Weiß     | 3 Episoden |
| Mark McCullough | Geoff Stults          | Jakob Riedl      | 4 Episoden |
| Phoebe          | Pam Cook              | Alisa Palmer     | 2 Episoden |
| Regina Wright   | Melanie Nicholls-King | Sonja Reichelt   | 2 Episoden |
| April Jarvis    | Isabel Gravitt        | Maresa Sedlmeir  | 4 Episoden |
| Scott           | Paul Yen              | Florian Clyde    | 4 Episoden |

### Gastdarsteller
| Rolle            | Darsteller           | Synchronsprecher    | Episoden  |
| ---------------- | -------------------- | ------------------- | --------- |
| Angela Wong      | Carie Kawa           | Christine Stichler  | 1 Episode |
| Ärztin           | Janet Song           | Alisa Palmer        | 1 Episode |
| Berater Garret   | Michael Lanahan      | René Oltmanns       | 1 Episode |
| Bill (Jung)      | Matthew Barnes       | Patrick Roche       | 1 Episode |
| Bruce            | Rob Nagle            | Wolfgang Haas       | 1 Episode |
| Carmen Electra   | Carmen Electra       | Farina Brock        | 1 Episode |
| Caroline Ellis   | Jessica Tuck         | Madeleine Stolze    | 1 Episode |
| Debbie Jarvis    | Tasha Ames           | Katharina Friedl    | 1 Episode |
| Grace            | Marguerite MacIntyre | Katja Amberger      | 1 Episode |
| Kassiererin      | Amanda Reed          | Beate Pfeiffer      | 1 Episode |
| Krankenschwester | Marissa Nans         | Sonja Reichelt      | 1 Episode |
| Lexie (Jung)     | Caitlin Reagan       | Leslie-Vanessa Lill | 1 Episode |
| Linda (Jung)     | Alona Tal            | Shanti Chakraborty  | 1 Episode |
| Mia (Jung)       | Tiffany Boone        | Regina Beckhaus     | 1 Episode |
| Elena (Jung)     | AnnaSophia Robb      | Friedel Morgenstern | 1 Episode |
| Rachel           | Britt Robertson      | Alina Freund        | 1 Episode |

## Episodenliste
| Folge   | Originaltitel   | Deutscher Titel   |
| ------- | --------------- | ----------------- |
| Folge 1 | The Spark       | Der Funke         |
| Folge 2 | Seeds and All   | Buchclub          |
| Folge 3 | Seventy Cents   | 70 Cent           |
| Folge 4 | The Spider Web  | Das Spinnennetz   |
| Folge 5 | Duo             | Duo               |
| Folge 6 | The Uncanny     | Das Unheimliche   |
| Folge 7 | Picture Perfect | Das perfekte Bild |
| Folge 8 | Find a Way      | Der Ausweg        |

## Produktion
Neben Showrunner Liz Tigelaar fungierten Reese Witherspoon und Kerry Washington, die ebenfalls die Hauptrollen der Serie spielen, als Executive Producer. Mithilfe der von Reese Witherspoon gegründeten Produktionsfirma Hello Sunshine ging die Serie schließlich an den Start.

## Auszeichnungen

### Primetime Emmy Award
- 2020: Nominierung als Beste Miniserie
- 2020: Nominierung als Beste Hauptdarstellerin – Miniserie oder Fernsehfilm für Kerry Washington

### Screen Actors Guild Award
- 2021: Nominierung als Beste Darstellerin in einem Fernsehfilm oder einer Miniserie für Kerry Washington